# Malajube
Malajube est un groupe de rock indépendant québécois, originaire de Sorel-Tracy, au Québec.

## Biographie

### Débuts (2004–2005)

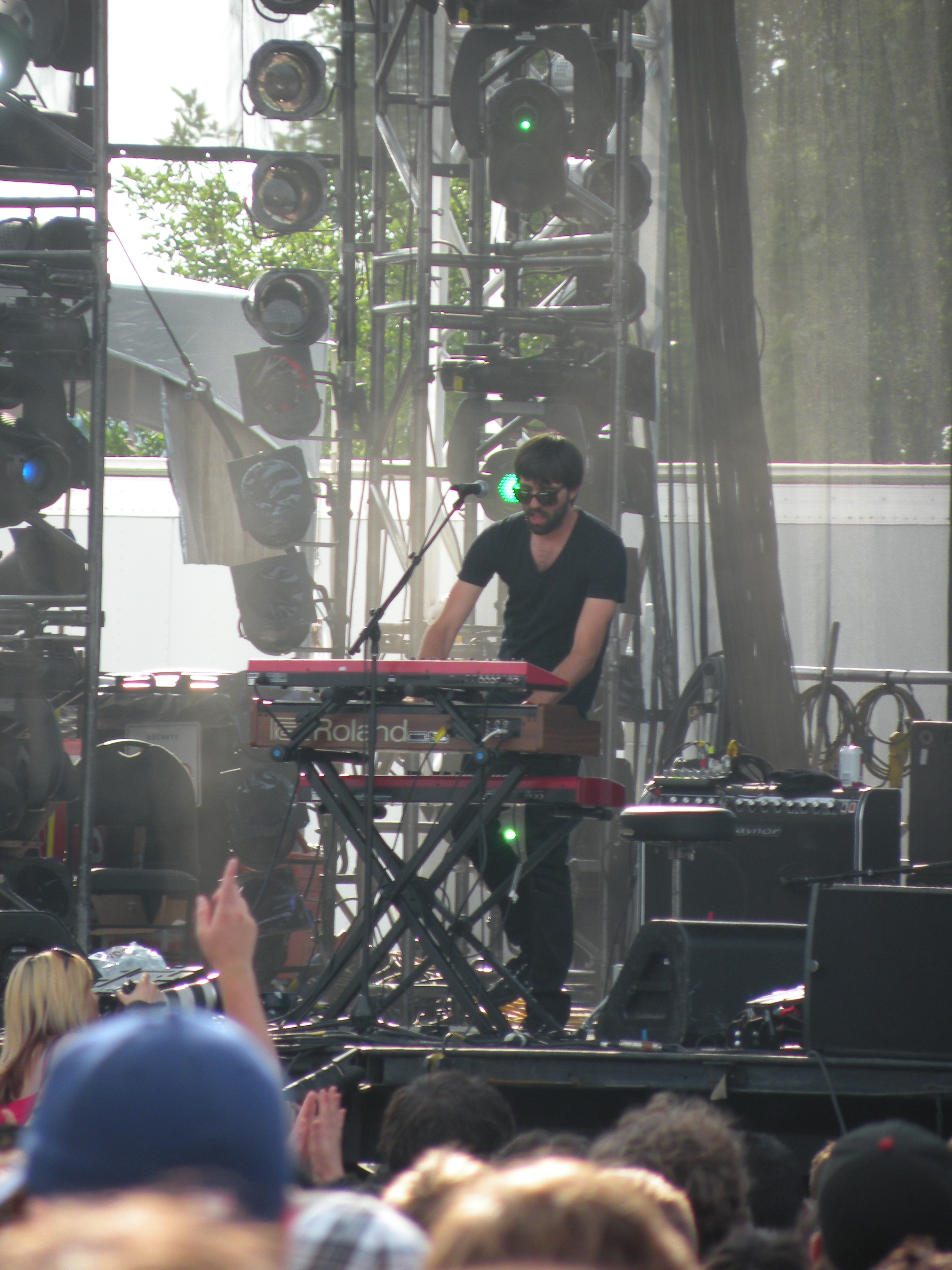
Thomas Augustin.

La formation se fait d’abord connaître en 2004 à la suite de la sortie de son premier album, Le compte complet. Le journal Voir a accueilli de façon très positive ce disque. Quelques-unes de leurs pièces, comme Le Métronome et La Valérie, ont notamment figuré sur le palmarès de plusieurs radios québécoises. Pour la réalisation de cet album, le groupe s’était associé à Martin Pelland, de la formation The Dears. Lors des mois qui suivent la sortie de son premier album, Malajube a entamé une tournée à travers le Québec et a participé à plusieurs festivals d’envergure, comme les FrancoFolies de Montréal et Osheaga. Malajube signera la musique thème de l’émission de télé culte Mange ta ville sur ARTV.

### Trompe-l'œil(2006)
En février 2006, le quatuor lance son deuxième album studio, intitulé Trompe-l'œil, réalisé par Ryan Battistuzzi qui contient des collaborations avec le chanteur Pierre Lapointe, le groupe rap Loco Locass et Valérie Jodoin Keaton (The Dears). 
Cet album reçoit un accueil dithyrambique de la part des médias québécois. La critique Valérie Lesage du journal Le Soleil affirme que cet album a fait l'objet d'un « amour partagé unanimement par la critique québécoise et par plusieurs critiques américains également ». Le magazine américain Spin fait de Malajube une de ses « révélations 2006 ». Le journal New York Times a lui aussi fait figurer l'album Trompe-l'œil dans son palmarès des meilleurs albums de 2006, affirmant qu'il « démarre avec un son proche de la pop amoureuse des Beatles pour voyager vers le rock à la Supertramp et Fleetwood Mac ». On y souligne également les « paroles françaises amoureuses et surréelles du disque » et « les mélodies appuyées par des arrangements dynamiques extrêmement joyeux. » Pitchfork lui donne la note de 8,2 sur 10. Au printemps 2006, Malajube recrute un nouveau membre, Renaud Bastien (claviers, guitare), juste avant la sortie française de Le compte complet.
L'album Trompe-l'œil remporte le 23 octobre 2006 le prix du meilleur album alternatif québécois en 2006 de l'ADISQ et de la pochette d'album de l'année. Malajube est le gagnant du Félix de la révélation de l'année au gala de l'ADISQ de 2006. Trompe-l'œil reçoit aussi une nomination pour le Polaris Music Prize (2006 et 2009) et a été nommé pour deux Prix Juno dans les catégories Francophone album of the year et CD/DVD design of the year, en 2007.

### Labyrinthes(2007–2009)
Au printemps 2007, Malajube commence une tournée américaine en première partie de Snowden et est invité à jouer entre autres, au festival South by Southwest (SXSW) à Austin au Texas et au Festival International de Louisiane à Lafayette. Trompe-l'œil attire l'attention de la maison de disques allemande City Slang qui décide de le sortir en Europe et au Japon (2007). À l'été, le groupe fait une première tournée européenne, passant notamment par les Eurockéennes de Belfort. Le groupe repassera en Europe à l'automne 2007.
Leur troisième album, Labyrinthes, est sorti le 10 février 2009. Celui-ci leur a valu le prix de l'album alternatif de l'année lors du Gala de l'ADISQ en 2009.

### La Caverneet pause (2010–2012)
En février 2010, Malajube est invité à jouer lors des Jeux olympiques d'hiver de 2010. En février 2010, les productions interactives du Programme français de l'Office national du film du Canada lancent 100 mots pour dire la folie, un vidéoclip interactif pour la chanson Contrôle, un projet qui vise à explorer les perceptions contemporaines de la maladie mentale et de la folie. L'internaute est invité à entrer des mots et émotions en lien avec la maladie mentale dans un moteur de recherche qui lie ces mots clé à des extraits de films d'archives de l'ONF.
Le 19 avril 2011, Malajube sort son quatrième album, La Caverne. En 2012, le groupe se met en pause à durée indéterminée. Francis Mineau publie un album avec son projet Oothèque en 2013 et le projet de Julien Mineau, Fontarabie, publie un album en 2014.

## Membres

### Membres actuels
- Julien Mineau - paroles, voix, guitare
- Francis Mineau - batterie
- Mathieu Cournoyer - basse
- Thomas Augustin - claviers, voix
- Pierre-Luc Schetagne - batterie

### Anciens membres
- Renaud Bastien - guitare, claviers
- Rémi Nadeau-Aubin - guitare